# 策里克
策里克（阿爾巴尼亞語發音：[tsəˈrik]，[tsəˈriku]），又译为采立克，是阿爾巴尼亞中部艾巴申州的一个市镇。该市镇下分为5个行政分区，行政中心为策里克镇。市镇面積为189.65平方公里，2011年人口数量为27,445人，策里克镇的人口数量则为6,695人。

## 地理
策里克位于阿尔巴尼亚中部什昆賓河及代沃尔河之间。